# Џамшедпур
Џамшедпур је град у Индији у држави Џарканд. Према незваничним резултатима пописа 2011. у граду је живело 629.659 становника.

## Становништво
Према незваничним резултатима пописа, у граду је 2011. живело 629.659 становника.
| 1991.   | 2001.   | 2011.   |
| ------- | ------- | ------- |
| 460.577 | 573.096 | 629.659 |